# Sinagoga Bialystoker
La Sinagoga Bialystoker (en inglés: Bialystoker Synagogue) es una sinagoga histórica ubicada en Nueva York, Nueva York. La Sinagoga Bialystoker se encuentra inscrita  en el Registro Nacional de Lugares Históricos desde el 26 de abril de 1972.  

## Ubicación
La Sinagoga Bialystoker se encuentra dentro del condado de Nueva York en las coordenadas 40°42′56″N 73°59′01″O / 40.715556, -73.983611.